# Liga Mexicana de Voleibol Feminino
Liga Mexicana de Voleibol Feminino är den högsta serien i volleyboll för damer i Mexiko. Serien organiseras av Federação Mexicana de Voleibol, det mexikanska volleybollförbundet, sedan säsongen 2013-2014.

## Resultat per år
| Liga Mexicana de Voleibol Feminino | Liga Mexicana de Voleibol Feminino | Liga Mexicana de Voleibol Feminino | Liga Mexicana de Voleibol Feminino | Liga Mexicana de Voleibol Feminino |
| ---------------------------------- | ---------------------------------- | ---------------------------------- | ---------------------------------- | ---------------------------------- |
| Säsong                             | Mästare                            | Tvåa                               | Trea                               |                                    |
| 2013-14 mer information            | Cedrus Hidalgo                     | Vaqueras URN                       | Cocoteras de Colima                |                                    |
| 2014-15 mer information            | Tigres UANL                        | Vaqueras URN                       | Cafeteras de Córdoba               |                                    |
| 2015-16 mer information            | Tigres UANL                        | ICON Nuevo León                    | Cafeteras de Córdoba               |                                    |
| 2016-17 mer information            | Tapatías                           | Ferrocarrileras IMSS               | Borreguitas ITESM                  |                                    |
| 2017-18 mer information            | Tigres UANL                        | Tapatías                           | Aguilas UAS                        |                                    |
| 2018-19 mer information            | Tapatías                           | Ireris Uruapan                     | Borreguitas ITESM                  |                                    |
| 2019-20 mer information            | Tapatías                           | Borreguitas ITESM                  | Ireris Uruapan                     |                                    |